# Friedrich Gruber (Politiker)
Friedrich Gruber (* 27. Februar 1883 in Eichstätt; † 20. Oktober 1971 in München) war ein deutscher Kommunalpolitiker.

## Werdegang
Gruber war ab 1920 Bürgermeister von Ingolstadt. Ab 1924 trug er den Titel Oberbürgermeister. Er blieb bis 1930 im Amt.
Er war Mitglied der katholischen Studentenverbindungen KStV Rheno-Bavaria München, KStV Walhalla Würzburg, KStV Palatia Heidelberg KStV Teutonia Leipzig und KSStV Alemannia München im KV.

## Einzelnachweis
1. ↑  Kartellverband katholischer deutscher Studentenvereine: KV Jahrbuch - Die Mitglieder und die Angehörigen des KV und des ÖKV 1958/59, Würzburg 1959, S. 371.

| Personendaten    | Personendaten               |
| ---------------- | --------------------------- |
| NAME             | Gruber, Friedrich           |
| KURZBESCHREIBUNG | deutscher Kommunalpolitiker |
| GEBURTSDATUM     | 27. Februar 1883            |
| GEBURTSORT       | Eichstätt                   |
| STERBEDATUM      | 20. Oktober 1971            |
| STERBEORT        | München                     |